# ТЕС Сус
35°47′5.3″ пн. ш. 10°40′44.8″ сх. д. / 35.784806° пн. ш. 10.679111° сх. д.
ТЕС Сус – теплова електростанція в Тунісі. Стала першою в країні, що використовує технологію комбінованого парогазового циклу. Знаходиться на околиці міста Сус у центральній частині східного узбережжя Тунісу.
В 1980 році тут ввели в експлуатацію електростанцію у складі двох конденсаційних блоків потужністю по 160 МВт (Sousse A). А в середині наступного десятиліття їх доповнили другою чергою (Sousse В) у складі одного блоку, який працює за технологією комбінованого циклу. Він обладнаний двома газовими турбінами GEC Alstom RG9171E (9001E) потужністю по 120 МВт та однією паровою турбіною компанії Rateau потужністю 124 МВт. Зв’язок між ними забезпечують котли-утилізатори Stein. 
Для охолодження обох черг станції використовується морська вода.
Конденсаційні блоки ТЕС Сус А мають коефіцієнт паливної ефективності 32,5%, тоді як у Сус В, яка використовує більш нову технологію, цей показник складає 44% (що втім вже суттєво поступається станціям, спорудженим у 21 столітті).
На початку 2010-х продовжилось збільшення потужності станції. Італійська компанія Ансальдо, яка виступила генеральним підрядником, спорудила ще два блоки за технологією комбінованого циклу потужністю по 420 МВт. Кожен із них обладнаний газовою турбіною AE94.3 та паровою турбіною MT15C-SS.